# Forest Lake (Minnesota)
Forest Lake is een plaats (city) in de Amerikaanse staat Minnesota, en valt bestuurlijk gezien onder Washington County.

## Demografie
Bij de volkstelling in 2000 werd het aantal inwoners vastgesteld op 6798.
In 2006 is het aantal inwoners door het United States Census Bureau geschat op 17.458, een stijging van 10660 (156.8%).

## Geografie
Volgens het United States Census Bureau beslaat de plaats een oppervlakte van
11,0 km², waarvan 10,9 km² land en 0,1 km² water. Forest Lake ligt op ongeveer 911 m boven zeeniveau.

## Plaatsen in de nabije omgeving
De onderstaande figuur toont nabijgelegen plaatsen in een straal van 16 km rond Forest Lake.